# Francia en los Juegos Olímpicos de San Luis 1904
Francia estuvo representada en los Juegos Olímpicos de San Luis 1904 por un deportista que compitió en el maratón.  
El equipo olímpico francés no obtuvo ninguna medalla en estos Juegos.